# Eva Leipprand
Eva Leipprand (* 2. Mai 1947 in Erlangen) ist eine deutsche Politikerin, Übersetzerin und Schriftstellerin.

## Leben
Eva Leipprand wurde 1947 als Tochter des evangelischen Landesbischofs und späteren EKD-Ratsvorsitzenden Hermann Dietzfelbinger geboren. Aufgewachsen in München, studierte sie Anglistik und Geschichte in Würzburg und München und nahm anschließend für einige Jahre eine Lehrtätigkeit an Stuttgarter Gymnasien auf.
Seit 1989 lebt Eva Leipprand in Augsburg.

## Wirken als Autorin
1989 begann Leipprand mit dem Schreiben von Rezensionen und legte ihre erste Buchveröffentlichung vor. Sie war in dieser Zeit freie Mitarbeiterin der Literaturzeitschrift „Flugasche“. Sie arbeitete als Autorin und Literaturkritikerin u. a. für das Deutschlandradio, den BR und SWR sowie für mehrere große, überregionale Zeitungen. Ihre literarische Tätigkeit umfasste auch Übersetzungen aus dem Englischen.
Beim Irseer Pegasus war sie Mitinitiatorin und moderierte das Autorentreffen.
Von 2015 bis 2019 war sie Bundesvorsitzende des Verbandes deutscher Schriftstellerinnen und Schriftsteller (VS).
Sie ist Mitglied im PEN-Zentrum Deutschland.

## Wirken als Politikerin
An ihrem Wohnsitz Augsburg engagierte sich Leipprand in Bürgerinitiativen und war von 1994 bis 2002 Vorsitzende des Vereins Forum Augsburg Lebenswert, einem Dachverband von Bürgerinitiativen und Umweltgruppen.
Von 1996 bis 2002 war sie als Augsburger Stadträtin für Bündnis 90/Die Grünen für die Bereiche Kultur und Umwelt zuständig. Im Stadtrat engagierte sich Eva Leipprand vor allem für die Stadtentwicklung und die kulturelle Identität ihrer Stadt. Im Kommunalwahlkampf 2002 trat sie als Oberbürgermeisterkandidatin für Bündnis 90/Die Grünen an und war von Mai 2002 bis April 2008 3. Bürgermeisterin und Kulturreferentin der Stadt Augsburg. Nach dem Regierungswechsel im Mai 2008 wurde Leipprand zur Stadträtin und ersten stellvertretenden Fraktionsvorsitzende der Bündnis 90/Die Grünen gewählt und gehörte dem Bauausschuss an. Vor der Kommunalwahl 2014 erklärte Eva Leipprand ihren Ausstieg aus dem Stadtrat. Dennoch meldete sie sich über die Plattform der Grünen immer wieder politisch zu Wort. Am 27. November 2018 kehrte Leipprand als Nachrückerin für die in den Bayerischen Landtag gewechselten Fraktionsmitglieder Stephanie Schuhknecht und Cemal Bozoğlu in den Augsburger Stadtrat zurück und verbleibt dort für den Rest der Wahlperiode bis 30. April 2020.
2004 wurde sie Mitglied im Landesarbeitskreis Kultur der bayerischen Grünen. Außerdem kam sie in den Stiftungsrat der Petra-Kelly-Stiftung und GrünKom und ist seit 2008 Mitglied der Kulturpolitischen Gesellschaft e. V. (Bonn). Weitere Funktionen: 2002–2014 Mitglied im Vorstand des Kulturausschusses Bayerischer Städtetag. 2008–2016 Sprecherin der Bundesarbeitsgemeinschaft Kultur von Bündnis 90/Die Grünen. 2009–2018 Mitglied im Bundesvorstand der Kulturpolitischen Gesellschaft.

## Bibliographie

### Prosa
- Dornröschen und Eva – zwei Seiten der Frau. Erzählte Psychologie. Walter Verlag, Olten 1989, ISBN 3-530-51380-6.
- Woher alles kommt. Erzählung. Klöpfer & Meyer Verlag, Tübingen 2002, 2006, ISBN 978-3-937667-89-8.

### Sachbücher
- Am Ende der Zeit – ein apokalyptisches Experiment. Claudius Verlag, München 1998, ISBN 3-532-62223-8.
- Politik zum Selbermachen – Eine Gebrauchsanweisung, Suhrkamp Verlag, Berlin 2011. ISBN  	978-3-518-46268-3.

### Herausgeberschaften und Übersetzungen
- By a lady. Jane Austen-Lesebuch. Englisch u. Deutsch. Deutscher Taschenbuch Verlag, München 2001. ISBN 3-423-09410-9.
- A Reader. Jane-Austen-Lesebuch. Englisch u. Deutsch. Deutscher Taschenbuch Verlag, München 2012. ISBN 978-3-423-09509-9.
- Tim Jackson: Wohlstand ohne Wachstum. Leben und Wirtschaften in einer endlichen Welt. oekom, München 2011. ISBN 978-3-86581-245-2.
- David Suzuki & Wayne Grady: Der Baum. Eine Biografie. oekom, München 2012. ISBN 978-3-86581-312-1
- Ugo Bardi: Der geplünderte Planet. oekom, München 2013. ISBN 978-3-86581-410-4.
- Michael Pollan: Meine zweite Natur. Vom Glück, ein Gärtner zu sein. oekom, München 2014. ISBN 978-3-86581-457-9.
- Amy Stewart: Der Regenwurm ist immer der Gärtner. oekom, München 2015. ISBN 978-3-86581-731-0.
- Claude Martin:  Endspiel. oekom, München 2015. ISBN 978-3-86581-708-2.
- Charles Dowding:  Gelassen Gärtnern. oekom, München 2016. ISBN 978-3-86581-769-3.